# Pod
Pod (Poundra), narod u Bangladešu i Indiji na području Sundarbansa, na svijetu največeg staništa halofitskih mangrovih šuma i sundari-drveća. Sami sebe nazivaju Poundra što u prijevodu označava lotos ili lopoč i smatraju da su porijeklom od starih Arya. Podijeljeni su po brojnim klanovima. Većina ih živi od poljodjelstva na malenim česticama zemlje, a neki od dalita (kšatrija) imaju svoju vlastitu zemlju. Ostali Podi, bezemljaši, žive od ribarenja, drvodjeljstva i obrade bambusa. 

## Vanjske poveznice
- Tuhin Roy, Life Style and Religious Beliefs of the Mowals of Dacope Thana : A Sociological Study  Arhivirana inačica izvorne stranice od 10. studenoga 2009. (Wayback Machine)